# Мухамед Мехмедбашич
Мухамед Мехмедбашич (на сръбски: Мухамед Мехмедбашић; 1886 – 29 май 1943) е босненски мюсюлманин, революционер и един от участниците в атентата срещу ерцхерцога Франц Фердинанд в Сараево през юни 1914 г., което послужва като формален повод за започване на Първата световна война.

## Ранни години
Той е син на виден, но разорен босненски мюсюлманин. Следвайки настроенията на своето време, се присъединява към тайната революционна организация „Млада Босна“. След като се освобождава от зависимостта си от Османската империя Босна и Херцеговина не става самостоятелна държава, а бива анексирана от своя северен съсед Австро-Унгария. Това предизвиква нова вълна на съпротивителна активност, насочена вече срещу новите окупатори. В началото на 1914 г. е посочен да извърши убийството на австро-унгарския губернатор на Босна и Херцеговина ген. Оскар Потиорек. След един неуспешен опит тази идея е временно изоставена в полза на по-мащабно начинание – Мехмедбашич е вербуван от Данило Илич да участва в убийството на австроунгарския престолонаследник ерцхерцога Франц Фердинанд, който по официални съобщения в пресата ще пристигне в Сараево да наблюдава военните маневри в края на юни.

## Сараевският атентат
В неделя сутрин на 28 юни 1914 г. височайшите гости слизат на гарата в Сараево, където са посрещнати от губернатора ген. Потиорек. Кортежът от шест коли се движи по крайречната уличка „Апел“, по която се тълпят хора, за да видят с очите си и да приветстват лично бъдещия си владетел. Сред тези възторжени хора на определени интервали по улицата „Млада Босна“ е разположила седемте избрани бунтовника, всеки от които има за задача при първа възможност да метне бомба по преминаващата колона от автомобили. Първият, покрай когото минават колите, е Мехмедбашич, но той не предприема нищо. Както ще обяснява по-късно, до него е стоял полицай и той се е страхувал, че може да бъде арестуван преди още да е имал възможност да хвърли бомбата. От седмината бойци, стоящи в готовнист, единствен успява да хвърли бомбата Неделко Чабринович, третия по ред в редицата. Но не успява да улучи автомобила на ерцхерцоха, който е втори по ред, а бомбата избухва в третата кола. Веднага се нахвърлят хора, появяват се още полицаи и хващат неуспелия атентатор. В настъпилата суматоха другите нямат възможност да действат и на пръв поглед атентатът е осуетен. По-късно през деня, след като Франц Фердинанд и свитата му напускат официалния прием в градската ратуша, друг член на групата, Гаврило Принцип получава сгодна възможност и сам извършва покушението, като застрелва престолонаследника и съпругата му с пистолет. Двамата атентатори са незабавно арестувани.

## След атентата
Скоро полицията влиза в дирите на организация и един по един членовете ѝ са арестувани, а впоследствие осъдени на дългогодишен затвор или обесване. Самата организация е разтурена и обявена извън закона. Динамичният Мехмедбашич обаче успява да избяга и да се укрие в Черна гора. По настояване на австро-унгарската полиция местните власти го издирват и арестуват. Но преди да бъде екстрадиран от страната, младият босненец успява да избяга от затвора в Никшич – само два дена след арестуването си. По време на арестуването си обаче признава за своето съучастничество в Сараевското убийство.
Укрива се дълго време в Сърбия. След края на Първата световна война се връща в Сараево, където още през 1919 г. е амнистиран за участието си в покушението.
Създава семейство и живее необезпокоявано в Сараево, но на 29 май 1943 г. е убит от усташите, които водят крайно-дясна пронацистка политика, съпроводена с отявлен терор и геноцид с цел създаване на независима и етническа чиста Хърватска държава. По тази причина жертва на терористичната организация падат стотици хиляди етнически сърби и хора от други народности, между които е и Мухамед Мехмедбашич.
|  | Тази страница частично или изцяло представлява превод на страницата Muhamed Mehmedbašić в Уикипедия на английски. Оригиналният текст, както и този превод, са защитени от Лиценза „Криейтив Комънс – Признание – Споделяне на споделеното“, а за съдържание, създадено преди юни 2009 година – от Лиценза за свободна документация на ГНУ. Прегледайте историята на редакциите на оригиналната страница, както и на преводната страница, за да видите списъка на съавторите. ВАЖНО: Този шаблон се отнася единствено до авторските права върху съдържанието на статията. Добавянето му не отменя изискването да се посочват конкретни източници на твърденията, които да бъдат благонадеждни. |